# James Cargill Guthrie
James Cargill Guthrie (Glamis, 1814. augusztus 27. – 1893.) skót költő.

## Élete
Teológusnak készült és Edinburgh-ban tanult, de pályáját elhagyta és kereskedőnek ment. 1851-ben jelent meg tőle névtelenül a Villages scences leíró költemény, melynek erős népies színezete nagyon megtetszett és a mű hamarosan több kiadást ért. Ezután következnek: The first false step, költői elbeszélés (1854); Wedded love (1859); My lost love (1865); Summer Flowers (1865); Rowena, félig elbeszélő, félig drámai költemény (1871); Woodland echoes, lírai költemények (1878). Mint prózaíró is kivált The vale of Strathmone, its scenes and legends című munkájával (1875). Guthrie 1868-tól Dundee-ban a nyilvános könyvtár főkönyvtárnoka volt.